# Change the World (EP)
Change the World es un EP del músico británico Ringo Starr, publicado por la compañía discográfica Universal Music Group en septiembre de 2021. Es el segundo EP consecutivo que publica después del lanzamiento de Zoom In a comienzos de 2021, y fue poducido por el propio Ringo junto a Bruce Sugar a excepción de «Coming Undone», que contó con la colaboración de Linda Perry. 

## Lista de canciones
| N.º | Título                                | Escritor(es)                    | Duración |  |
| 1.  | «Let's Change the World»              | Steve Lukather, Joseph Williams | 4:14     |  |
| 2.  | «Just That Way»                       | Richard Starkey, Bruce Sugar    | 3:29     |  |
| 3.  | «Coming Undone» (con Trombone Shorty) | Linda Perry                     | 3:20     |  |
| 4.  | «Rock Around the Clock»               | Max C. Freedman, James E. Myers | 2:14     |  |

## Posición en listas
| País                        | Posición |
| --------------------------- | -------- |
| Suiza (Schweizer Hitparade) | 56       |